# Condado de Summit (Ohio)
El condado de Summit (en inglés: Summit County), fundado en 1820, es uno de 92 condados del estado estadounidense de Ohio. En el año 2000, el condado tenía una población de 542,899 habitantes y una densidad poblacional de 508 personas por km². La sede del condado es Akron. El condado recibe su nombre por ser la mayor elevación (submit, en inglés) a lo largo del canal de Ohio.

## Geografía
Según la Oficina del Censo, el condado tiene un área total de 1,088 km², de la cual 1,069 km² es tierra y 19 km² (1.75%) es agua.

### Condados adyacentes
- Condado de Cuyahoga (norte)
- Condado de Geauga (noreste)
- Condado de Portage (este)
- Condado de Stark (sur)
- Condado de Wayne (suroeste)
- Condado de Medina (oeste)

## Demografía
Según la Oficina del Censo en 2000, los ingresos medios por hogar en el condado eran de $42,304, y los ingresos medios por familia eran $52,200. Los hombres tenían unos ingresos medios de $40,117 frente a los $26,831 para las mujeres. La renta per cápita para el condado era de $22,842. Alrededor del 9.90% de la población estaban por debajo del umbral de pobreza.

## Municipalidades

### Ciudades
| - Akron - Barberton - Cuyahoga Falls - Fairlawn - Green | - Hudson - Macedonia - Munroe Falls - New Franklin | - Norton - Stow - Tallmadge - Twinsburg |

### Villas
| - Boston Heights - Clinton - Lakemore - Mogadore - Northfield | - Peninsula - Reminderville - Richfield - Silver Lake |

### Áreas no incorporadas
- Ghent
- Hammond's Corners
- Montrose

### Lugares designados por el censo
- Montrose-Ghent
- Pigeon Creek
- Portage Lakes

### Municipios
El condado de Summit está dividido en 9 municipios:
| - Bath - Boston - Copley | - Coventry - Northfield Center - Richfield | - Sagamore Hills - Springfield - Twinsburg |